# كليمنت دوفال
كليمنت دوفال (بالفرنسية: Clément Duval)‏ هو لاسلطوي وكاتب فرنسي، ولد في 11 مارس 1850 في سارت في فرنسا، وتوفي في 29 مارس 1935 في نيويورك في الولايات المتحدة.